# (72637) 2001 FA36
(72637) 2001 FA36 – planetoida z pasa głównego asteroid okrążająca Słońce w ciągu 4,48 lat w średniej odległości 2,72 j.a. Odkryta 18 marca 2001 roku.